# Zanomys aquilonia
Espèce
Zanomys aquilonia est une espèce d'araignées aranéomorphes de la famille des Macrobunidae.

## Distribution
Cette espèce se rencontre aux États-Unis en Oregon et au Washington et au Canada en Colombie-Britannique,.

## Description

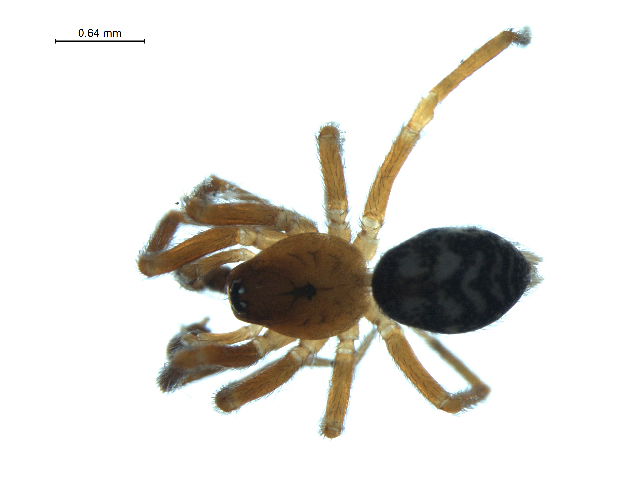
Zanomys aquilonia ♂

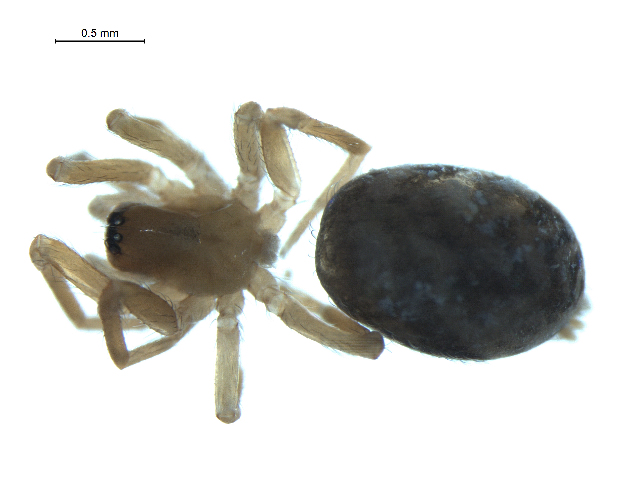
Zanomys aquilonia ♀

Le mâle holotype mesure 1,6 mm et les femelles de 1,6 à 2,0 mm

## Systématique et taxinomie
Cette espèce a été décrite par Leech en 1972.

## Publication originale
- Leech, 1972 : « A revision of the Nearctic Amaurobiidae (Arachnida: Araneida). » Memoirs of the Entomological Society of Canada, vol. 84, p. 1-182.